# Zápas na Letních olympijských hrách 1984 – muži, řecko-římský do 57 kg
Zápas řecko-římský ve váhové kategorii do 57 kg probíhal na Letních olympijských hrách 1984 v Anaheimském Convention Center. O medaile se utkalo celkem 16 zápasníků.

## Turnajové výsledky
Zápasníci jsou rozděleni do dvou skupin. Je aplikován systém na dvě porážky.
Legenda
- TF — Lopatkové vítězství
- ST — Vítězství na technickou převahu, 12 bodů rozdíl
- PP — Vítězství na body, 1-7 bodů rozdíl, poražený s body
- PO — Vítězství na body, 1-7 bodů rozdíl, poražený bez bodů
- SP — Vítězství na body, 8-11 bodů rozdíl, poražený s body
- SO — Vítězství na body, 8-11 bodů rozdíl, poražený bez bodů
- P0 — Vítězství pro pasivitu, protivník bez bodů
- P1 — Vítězství pro pasivitu, vedoucí 1-7 bodů
- PS — Vítězství pro pasivitu, vedoucí 8-11 bodů
- DC — Vítězství z rozhodnutí, skóre 0-0
- PA — Vítězství pro soupeřovo zranění
- DQ — Vítězství pro soupeřovu diskvalifikaci
- DNA — Nenastoupil
- L — Porážky
- ER — Kolo vyřazení
- CP — Klasifikační body
- TP — Technické body

### Skupiny

#### Skupina A
| L      |                           | CP     | TP     |                         | L      |        |
| Kolo 1 | Kolo 1                    | Kolo 1 | Kolo 1 | Kolo 1                  | Kolo 1 | Kolo 1 |
| ------ | ------------------------- | ------ | ------ | ----------------------- | ------ | ------ |
| 1      | Antonino Caltabiano (ITA) | 1-3 PP | 1-3    | Benni Ljungbeck (SWE)   | 0      |        |
| 0      | Ronny Sigde (NOR)         | 3-1 PP | 10-3   | Ilpo Seppälä (FIN)      | 1      |        |
| 0      | Masaki Etó (JPN)          | 3-1 PP | 8-4    | Ali Lachkar (MAR)       | 1      |        |
| 1      | Abdellatif Khalaf (EGY)   | 0-4 ST | 0-14   | Babis Cholidis (GRE)    | 0      |        |
| Kolo 2 |                           |        |        |                         |        |        |
| 1      | Antonino Caltabiano (ITA) | 3-1 PP | 8-2    | Ronny Sigde (NOR)       | 1      |        |
| 0      | Benni Ljungbeck (SWE)     | 3-1 PP | 7-1    | Ilpo Seppälä (FIN)      | 2      |        |
| 0      | Masaki Etó (JPN)          | 4-0 ST | 16-4   | Abdellatif Khalaf (EGY) | 2      |        |
| 2      | Ali Lachkar (MAR)         | 0-3 PO | 0-2    | Babis Cholidis (GRE)    | 0      |        |
| Kolo 3 |                           |        |        |                         |        |        |
| 2      | Antonino Caltabiano (ITA) | 0-3 P1 | 5:44   | Masaki Etó (JPN)        | 0      |        |
| 0      | Benni Ljungbeck (SWE)     | 4-0 TF | 5:54   | Ronny Sigde (NOR)       | 2      |        |
| 0      | Babis Cholidis (GRE)      |        |        | Bye                     |        |        |
| Final  |                           |        |        |                         |        |        |
|        | Babis Cholidis (GRE)      | 3-1 PP | 5-2    | Benni Ljungbeck (SWE)   |        |        |
|        | Masaki Etó (JPN)          | 3-1 PP | 6-6    | Babis Cholidis (GRE)    |        |        |
|        | Benni Ljungbeck (SWE)     | 0-4 TF | 4:25   | Masaki Etó (JPN)        |        |        |

| Zápasník                  | L | ER | CP | Final |
| ------------------------- | - | -- | -- | ----- |
| Masaki Etó (JPN)          | 0 | -  | 10 | 7     |
| Babis Cholidis (GRE)      | 0 | -  | 7  | 4     |
| Benni Ljungbeck (SWE)     | 0 | -  | 10 | 1     |
| Antonino Caltabiano (ITA) | 2 | 3  | 4  |       |
| Ronny Sigde (NOR)         | 2 | 3  | 4  |       |
| Ilpo Seppälä (FIN)        | 2 | 2  | 2  |       |
| Ali Lachkar (MAR)         | 2 | 2  | 1  |       |
| Abdellatif Khalaf (EGY)   | 2 | 2  | 0  |       |

#### Skupina B
| L      |                           | CP        | TP     |                           | L      |        |
| Kolo 1 | Kolo 1                    | Kolo 1    | Kolo 1 | Kolo 1                    | Kolo 1 | Kolo 1 |
| ------ | ------------------------- | --------- | ------ | ------------------------- | ------ | ------ |
| 1      | Patrice Mourier (FRA)     | 1-3 PP    | 2-8    | Nicolae Zamfir (ROU)      | 0      |        |
| 1      | Park Byung-Hyo (KOR)      | .5-3.5 SP | 4-12   | Mehmet Karadağ (TUR)      | 0      |        |
| 0      | Frank Famiano (USA)       | 4-0 ST    | 13-0   | Sergio Severino (DOM)     | 1      |        |
| 1      | Ernesto Bahena (MEX)      | 0-4 ST    | 0-13   | Pasquale Passarelli (FRG) | 0      |        |
| Kolo 2 |                           |           |        |                           |        |        |
| 2      | Patrice Mourier (FRA)     | 0-4 TF    | 5:23   | Park Byung-Hyo (KOR)      | 1      |        |
| 1      | Nicolae Zamfir (ROU)      | 0-3 PO    | 0-1    | Mehmet Karadağ (TUR)      | 0      |        |
| 0      | Frank Famiano (USA)       | 4-0 ST    | 17-5   | Ernesto Bahena (MEX)      | 2      |        |
| 2      | Sergio Severino (DOM)     | 0-4 ST    | 2-16   | Pasquale Passarelli (FRG) | 0      |        |
| Kolo 3 |                           |           |        |                           |        |        |
| 1      | Nicolae Zamfir (ROU)      | 3-1 PP    | 8-5    | Park Byung-Hyo (KOR)      | 2      |        |
| 1      | Mehmet Karadağ (TUR)      | 0-4 ST    | 5-18   | Frank Famiano (USA)       | 0      |        |
| 0      | Pasquale Passarelli (FRG) |           |        | Bye                       |        |        |
| Kolo 4 |                           |           |        |                           |        |        |
| 0      | Pasquale Passarelli (FRG) | 3.5-0 PS  | 4:10   | Mehmet Karadağ (TUR)      | 2      |        |
| 1      | Nicolae Zamfir (ROU)      | 3-0 P1    | 4:30   | Frank Famiano (USA)       | 1      |        |
| Final  |                           |           |        |                           |        |        |
|        | Nicolae Zamfir (ROU)      | 3-0 P1    | 4:30   | Frank Famiano (USA)       |        |        |
|        | Pasquale Passarelli (FRG) | 2-0 P0    | 5:47   | Nicolae Zamfir (ROU)      |        |        |
|        | Frank Famiano (USA)       | 0-4 ST    | 2-14   | Pasquale Passarelli (FRG) |        |        |

| Zápasník                  | L | ER | CP   | Final |
| ------------------------- | - | -- | ---- | ----- |
| Pasquale Passarelli (FRG) | 0 | -  | 11.5 | 6     |
| Nicolae Zamfir (ROU)      | 1 | -  | 9    | 3     |
| Frank Famiano (USA)       | 1 | -  | 12   | 0     |
| Mehmet Karadağ (TUR)      | 2 | 4  | 6.5  |       |
| Park Byung-Hyo (KOR)      | 2 | 3  | 5.5  |       |
| Patrice Mourier (FRA)     | 2 | 2  | 1    |       |
| Ernesto Bahena (MEX)      | 2 | 2  | 0    |       |
| Sergio Severino (DOM)     | 2 | 2  | 0    |       |

### Finále
|                       | CP               | TP               |                           |                  |
| Zápas o 5. místo      | Zápas o 5. místo | Zápas o 5. místo | Zápas o 5. místo          | Zápas o 5. místo |
| --------------------- | ---------------- | ---------------- | ------------------------- | ---------------- |
| Benni Ljungbeck (SWE) | 0-4 PA           |                  | Frank Famiano (USA)       |                  |
| Zápas o 3. místo      |                  |                  |                           |                  |
| Babis Cholidis (GRE)  | 3-1 PP           | 2-1              | Nicolae Zamfir (ROU)      |                  |
| Finálový zápas        |                  |                  |                           |                  |
| Masaki Etó (JPN)      | 1-3 PP           | 5-8              | Pasquale Passarelli (FRG) |                  |

## Finálové pořadí
1. Pasquale Passarelli (FRG)
2. Masaki Etó (JPN)
3. Babis Cholidis (GRE)
4. Nicolae Zamfir (ROU)
5. Frank Famiano (USA)
6. Benni Ljungbeck (SWE)
7. Mehmet Karadağ (TUR)
8. Park Byung-Hyo (KOR)